# Thierry Detienne
Thierry Detienne (Luik, 25 juli 1959) is een voormalig Belgisch politicus voor Ecolo.

## Levensloop
Detienne behaalde in 1981 zijn licentiaat en aggregaat voor Romaanse filologie aan de Universiteit van Luik, waarna hij korte tijd actief was in het onderwijs. Hij was vervolgens van 1982 tot 1983 opbouwwerker bij de Jeunes Etudiantes Chrétiennes dans l'Enseigement Supérieur, waar hij in samenwerking met verschillende niet-gouvernementele organisaties het programma Studenten en de Derde Wereld uitwerkte. Vervolgens was hij van 1984 tot 1988 vrijgestelde bij de vzw Service Tiers-Monde, om daarna onderwijzer in het worden in het CEFA-opleidingscentrum in Luik, waar hij zich ontfermde over schoolverlaters.
Vanaf het begin van de jaren '80 militeerde Thierry Detienne voor de partij Ecolo. Hij was voor de partij van 1988 tot 1991 provincieraadslid van Luik en  bekleedde in de provincieraad de functie van quaestor. Van 1990 tot 1991 was hij tevens secretaris van de regionale Ecolo-afdeling van het arrondissement Luik. In 1991 werd Detienne voor hetzelfde arrondissement verkozen in de Kamer van volksvertegenwoordigers, waar hij bleef zetelen tot in 1999. Als gevolg van de toenmalige dubbelmandaten zetelde hij van 1992 tot 1995 eveneens in de Waalse Gewestraad en de Raad van de Franse Gemeenschap. Als parlementslid toonde hij vooral belangstelling voor sociale dossiers en in de Kamer was hij rapporteur van een werkgroep die een wetsvoorstel had opgesteld omtrent de toepassing van de sociale zekerheid op artiesten. Vanaf oktober 1996 was Detienne bovendien woordvoerder van het gezamenlijke federale bureau van Ecolo en haar Nederlandstalige zusterpartij Agalev.
Bij de verkiezingen van 1999 werd Detienne opnieuw herkozen in de Kamer, maar kort nadien nam hij ontslag om minister van Sociale Aangelegenheden en Gezondheid te worden in de Waalse regering-Di Rupo I. Hij oefende dit mandaat uit tot 2004. Als volksvertegenwoordiger werd hij opgevolgd door Muriel Gerkens. Na de verkiezingen van 2004 zat Detienne zonder politiek mandaat, al zetelde hij nog van 2006 tot 2012 in de gemeenteraad van Sprimont.
Na zijn ministerieel ambt keerde Detienne terug naar het onderwijs. In 2006 werd hij directeur van een industriële middelbare school in Luik. Ook werd hij zelfstandig journalist en literair recensent, evenals consultant bij CFIP, het centrum voor psychosociale opleiding en interventies. In 2008 werd hij bestuurder van de Luikse gasmaatschappij Association Liégoise du Gaz, in 2010 bestuurder bij de Universiteit van Luik en in 2011 directeur bij Tecteo, de Luikse intercommunale voor elektriciteitsdistributie. Ook werd hij in juli 2013 benoemd tot gedelegeerd commissaris van de Franse Gemeenschapsregering bij de Kunsthogescholen en de Kunstacademies van de Franse Gemeenschap.
In 2020 werd hij voorgedragen als lid van het Grondwettelijk Hof, nadat zijn partijgenote Zakia Khattabi onvoldoende parlementaire steun vond. Op 12 juni van dat jaar behaalde hij in de Senaat de noodzakelijke tweederdemeerderheid om officieel benoemd te worden in deze functie, hetgeen op 12 juli 2020 geschiedde. Detienne bleef rechter in het Grondwettelijk Hof tot 31 juli 2023 en ging daarna met emeritaat.